# Puig de Consolació (Santanyí)
El puig de Consolació és una muntanya de Mallorca d'uns 200 m d'altitud situada a la part sud de les Serres de Llevant, dins el terme de Santanyí. Pren el nom del Santuari de la Mare de Déu de Consolació, situat al cim de la muntanya, i que data del segle xiv.
Part del puig forma part de l'ANEI de Consolació, d'unes 230 ha. Els vessants de la muntanya estan poblats de pi blanc amb sotabosc de garriga i a la primavera hi abunden les orquídies. La fauna de Consolació és semblant a la de la zona: la llebre, el conill, la gineta, la mustela, el falcó pelegrí i el xoriguer habiten el puig.